# Kostěnice
Kostěnice (německy Kostenitz nebo Koschtienitz) jsou obec v okrese Pardubice v Pardubickém kraji. Žije v ní 574 obyvatel. Vesnicí vede železniční trať Praha – Česká Třebová, na které se nachází stanice Kostěnice.

## Historie
První písemná zmínka o vesnici pochází z roku 1398.

## Obyvatelstvo
| Rok            | 1869 | 1880 | 1890 | 1900 | 1910 | 1921 | 1930 | 1950 | 1961 | 1970 | 1980 | 1991 | 2001 | 2011 | 2021 |
| -------------- | ---- | ---- | ---- | ---- | ---- | ---- | ---- | ---- | ---- | ---- | ---- | ---- | ---- | ---- | ---- |
| Počet obyvatel | 464  | 559  | 508  | 501  | 503  | 551  | 559  | 495  | 498  | 495  | 512  | 504  | 518  | 502  | 547  |
| Počet domů     | 75   | 82   | 83   | 85   | 89   | 96   | 113  | 135  | 125  | 123  | 135  | 151  | 156  | 176  | 187  |

## Obecní správa

### Obecní symboly
Znak a vlajka byly obci uděleny rozhodnutím předsedy Poslanecké sněmovny Parlamentu České republiky dne 31. ledna 2002.

## Pamětihodnosti
- Kostel Navštívení Panny Marie